# Mi Fu

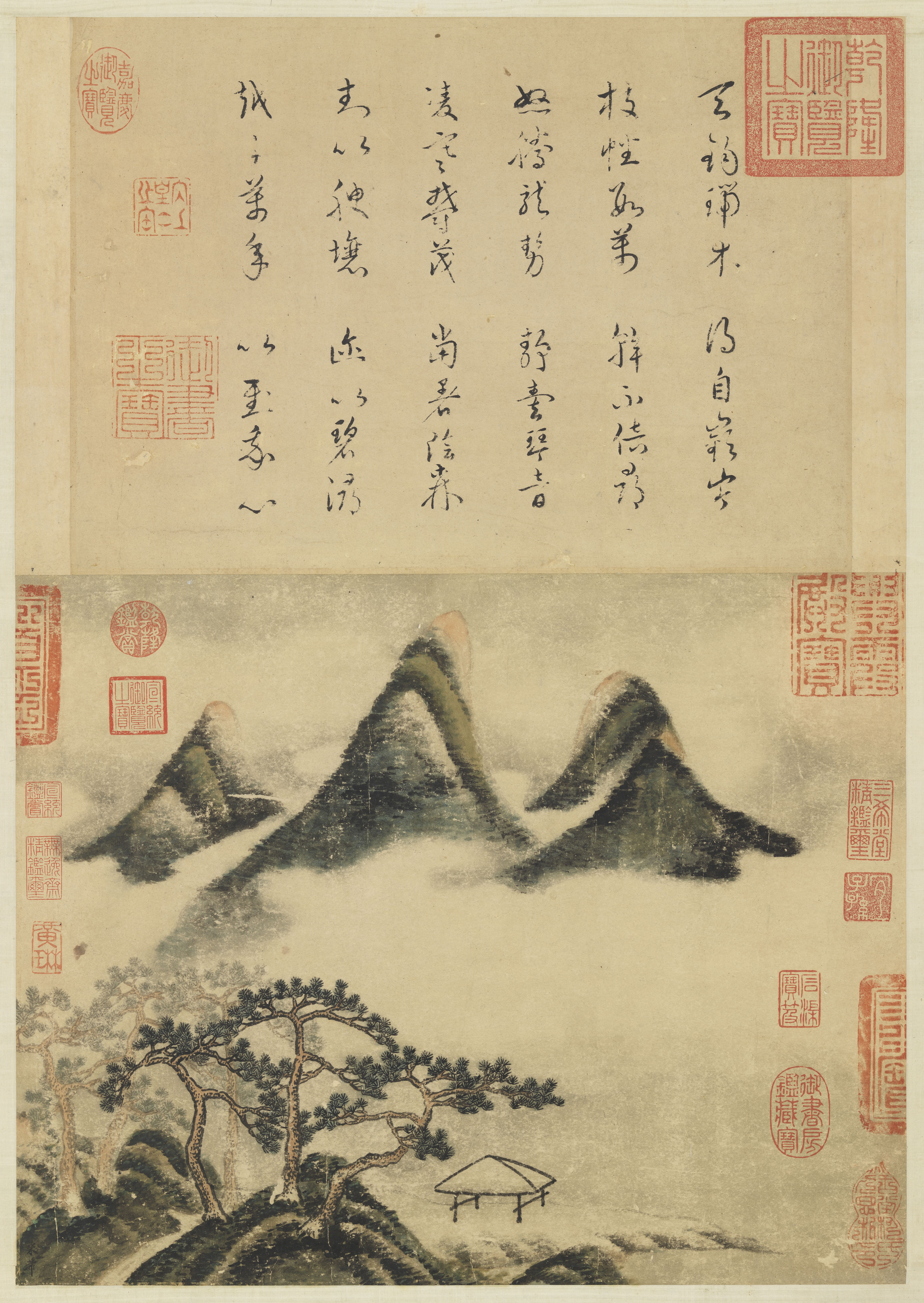
Muntanyes i pins a la primavera, Museu Nacional del Palau (Taipei)

Mi Fu (1051-1107), també conegut com a Mi Fei, va ser un pintor xinès, poeta i cal·lígraf nascut a Taiyuan, Shanxi, durant la dinastia Song. El seu estil de la pintura de paisatges era boirós; anomenat estil "Mi Fu" i que es fonamenta amb l'ús de grans taques de tinta humida que realitzava amb una brotxa plana.

## Biografia
Mi Fu va néixer l'any 1051. La seva mare treballava com a llevadora de l'emperadriu i després va esdevenir la dida encarregada de cuidar i alimentar l'emperador Shenzong, que van començar a regnar des del 1051 fins al 1107. Mi Fu coneixia la família imperial i va viure en una situació privilegiada dins els palaus reals. Feia cas omís a les lliçons formals però es veia que tenia un do per escriure, pintar i dibuixar. Va ser un dels quatre millors cal·lígrafs de la dinastia Song. Mi Fu era conegut com a estrany. Alguns l'anomenaven "El meu boig", perquè, recollir pedres i va dir que una pedra era el seu germà. Era un bevedor empedreït.
La seva poesia seguia l'estil de Li Bai i la seva cal·ligrafia, a la de Wang Xizhi. Es va convertir en un funcionari públic amb un èxit relatiu. Va tenir un primer càrrec, com a editor de llibres a la biblioteca dels emperadors abans d'emprendre una sèrie de càrrecs a la província de Henan. El 1103, va ser nomenat professor de Pintura i Cal·ligrafia al palau, i havia de seleccionar les pintures i cal·ligrafies que eren prou bones com per pertànyer a l'emperador. Es va convertir en secretari de la junta de ritus de palau abans de ser nomenat governador de Huaiyang, a la província de Jiangsu. Tenia cinc fills i vuit filles. Va morir el 1107. El seu fill, Mi Youren, també seria un pintor famós dins l'estil artístic del seu pare.
Fou un admirador del pintor del segle anterior a ell, que fou el fundador de l'Escola del Sud, en Dŏng Yuán del qual va dir Tung Yuan destil·la tranquil·litat i perfecció natural.
Mi Fu és considerat el millor cal·lígraf de la dinastia Song. Un treball de la seva obra s'ha venut per uns quatre milions de dòlars.